# Abraham Jehuda Chein
Abraham Jehuda Chein (ukr. Авраам Йегуда Хейн; ur. 1878 w Czernihowie, zm. 5 października 1957 w Jerozolimie) – ukraiński rabin chasydzki, myśliciel anarcho – pacyfistyczny. Należał do chasydzkiej grupy Chabad.

## Życiorys
Jego ojcem był naczelny rabin Czernihowa – Dawid-Czwi-Girsz Khein, od którego przyjmował nauki religijne. W latach 1909–1918 sam sprawował funkcję naczelnego rabina w miejscowości Nowoziwkow w obwodzie czernihowskim. Po wybuchu rosyjskiej wojny domowej uciekł do Polski, najpierw do rodziny do Białegostoku, a następnie do niemieckiego Zoppotu, gdzie w 1919 ponownie objął funkcję naczelnego rabina. W 1933, po dojściu nazistów do władzy, uciekł do Francji, skąd wyjechał do Izraela. Tam osiadł w Jerozolimie i pełnił funkcję rabina dzielnicy Beit Hakerem.

## Poglądy
Był zwolennikiem działań pacyfistycznych i niestosowanie przemocy w czasach, gdy społeczność żydowska w Palestynie walczyła z Arabami i Brytyjczykami. W swoich publikacjach często odwoływał się do myśli Lwa Tołstoja oraz Piotra Kropotkina, a także do kabały i chasydyzmu. Odnosił się z bardzo dużym szacunkiem do postaci Piotra Kropotkina, nazywając go „cadykiem nowego świata”, którego „dusza jest czysta jak kryształ”.
Najbardziej znanym dziełem rabina Kheina jest jego trzytomowy zbiór esejów במלכות היהדות (pol. „W królestwie judaizmu”).